# Nealcidion emeritum
Nealcidion emeritum là một loài bọ cánh cứng trong họ Cerambycidae.